# Taounza
Taounza  (in arabo تاونزا‎?) è un centro abitato e comune rurale del Marocco situato nella provincia di Azilal, regione di Béni Mellal-Khénifra. Conta una popolazione di 11 488 abitanti (censimento 2014).